# كمين مصراتة
يوم 27 أبريل 2016، نصبت الدولة الإسلامية كمينًا لقافلة مكونة من عدد من العناصر الليبية التابعة لحكومة الوفاق الوطني بالإضافة إلى قوات أجنبية. كانت قوة متعددة الجنسيات من موظفي خدمة القوارب الخاصة البريطانية، والبحرية الإيطالية، وجنود محليون ليبيون من مدينة مصراتة شمال غربي ليبيا متجهين إلى مدينة سرت حيث هوجموا. استمر الكمين حتى تدخلت طائرات عسكرية وهليكوبتر إيطالية وفرنسية بحسب عدد من المواقع الاستخباراتية.
تقارير غير مؤكدة، أشارات إلى أن القافلة تكبدت خسائر كبيرة، إذ قتل وأسر عدد من جنود حكومة الوفاق الوطني، بالإضافة إلى مقتل وجرح عدد أخر من مشاة البحرية الإيطالية.